# Brennisteinsfjöll
Brennisteinsfjöll (pronuncia: ˈprɛnnɪˌsteinsˌfjœtl̥, Monti dello zolfo) è un piccolo sistema vulcanico situato sulla penisola di Reykjanes, nella regione di Suðurnes, nella parte sud-occidentale dell'Islanda. 
Il sistema vulcanico comprende una serie di crateri e un piccolo vulcano a scudo.

## Descrizione
La catena montuosa è situata nella parte meridionale della penisola di Reykjanes a una distanza compresa tra 20 e 25 km sia dalla capitale Reykjavík che da Hafnarfjörður, la terza città del paese.
I monti Brennisteinfjöll non sono molto alti; la cima più elevata è Vífilsfell che arriva a 655 metri di altezza.
Il sistema vulcanico Brennisteinsfjöll ha una lunghezza di 45 km, una larghezza di circa 10 km e si estende su una superficie di 280 km2. A sud si trova la serie di crateri Stóra Eldborg (Grande Eldborg), mentre a nord si trova il Nyðri Eldborg (Basso Eldborg).
Questo sistema vulcanico è stato il più attivo di tutta la penisola di Reykjanes durante l'Olocene, con almeno 30-40 eruzioni; un'altra decina di eruzioni è stata registrata dai tempi dell'insediamento in Islanda a partire dal IX secolo.
Il magma prodotto nelle eruzioni era di tipo femico e non felsico.
Le rocce del sistema vulcanico sono costituite prevalentemente da basalto, soprattutto come ialoclastite, a volte parzialmente ricoperta di nuovi strati di lava.

## Geologia
In Islanda ci sono 32 sistemi vulcanici, cioè raggruppamenti di fessure vulcano-tettoniche che spesso hanno un vulcano centrale, cioè un vulcano di dimensioni maggiori, che quasi sempre è uno stratovulcano e in genere contiene una caldera. I Brennisteinsfjöll non sembrano avere un vulcano centrale.
L'esistenza di tali sistemi di fessure vulcaniche nell'Islanda deriva dalla sua posizione situata su un margine divergente della dorsale medio atlantica. Al di sotto dell'isola c'è quasi certamente un punto caldo, responsabile della continua emissione di magma.
Il Brennisteinsfjöll è uno dei quattro o cinque sistemi vulcanici della penisola di Reykjanes che formano la cintura vulcanica di Reykjanes. Gli altri sono: 
- il sistema vulcanico di Reykjanes, attorno al Gunnuhver all'estremita della penisola, che include la centrale geotermica dello Svartsengi e la Laguna Blu;
- il sistema vulcanico Krýsuvík, che include l'area geotermica attorno a Seltun, Krýsuvík e Trölladyngja (Reykjanes), oltre al lago Kleifarvatn;
- a nord-est dei Brennisteinsfjöll si trova il sistema vulcanico Hengill che si estende fino al lago Þingvallavatn e Þingvellir.[8]

Questi sistemi vulcanici sono orientati con un angolo di circa 45° rispetto alla direzione di rifting, che gli studiosi definiscono orientamento obliquo. I sistemi vulcanici di Reykjanes e Brennisteinsfjöll si estendono con orientamento nordest-sudovest rispetto al rift della penisola.

## Vulcanismo
Una delle grandi eruzioni di lava del sistema si è riversata in direzione sud verso la costa fino alla baia di Herdísarvík, formando delle cascate di lava lungo il suo corso.
Inizialmente si riteneva che i flussi lavici fossero cessati prima dell'epoca dell'insediamento in Islanda, e quindi prima della fine dell'VIII secolo, ma recentemente si è trovato che un tratto della strada costiera 42 e tratti di altre strade mostrano segni di ricopertura da parte della lava, indicando quindi che l'emissione di lava è continuata anche dopo il periodo dell'insediamento.
L'ultima eruzione nota del sistema vulcanico Brennisteinsfjöll è avvenuta nel 1341 ed è stata classificata con un Indice di esplosività vulcanica VEI-2.